# Campeonato Nacional de Fútbol Femenino de Portugal 2022-23
El Campeonato Nacional de Fútbol Feminino 2022-23, conocido como Liga BPI por motivos de patrocinio es la 38.ª edición de la primera división portuguesa de fútbol. El Benfica defiende el título.
En esta edición, jugarán 12 equipos usando el sistema de todos contra todos. Este año se eliminaron las series Norte y Sur, utilizadas hasta el año anterior.

## Equipos participantes
| Equipo             | Ubicación              | Estadio                                           | Capacidad |
| ------------------ | ---------------------- | ------------------------------------------------- | --------- |
| Amorá              | Amorá                  | Parque del Serrado                                | 1,000     |
| Atlético Ouriense  | Ourém                  | Campo da caridade                                 | 260       |
| Benfica            | Seixal                 | Campus del Benfica                                | 2,721     |
| Sporting de Braga  | Braga                  | Estadio 1.º de Mayo                               | 28,000    |
| Club de Albergaria | Albergaria-a-Velha     | Estadio Municipal António Augusto Martins Pereira | 1,500     |
| Damaiense          | Amadora                | Complejo Deportivo Municipal Monte da Galega      | 2,000     |
| Famalicão          | Vila Nova de Famalicão | Academia do FC Famalicão                          | 500       |
| Länk Vilaverdense  | Vila Verde             | Estadio Municipal de Vila Verde                   | 3000      |
| Marítimo           | Funchal                | Campo Adelino Rodrigues                           | 2,000     |
| Sporting de Lisboa | Alcochete              | CGD Estadio Aurélio Pereira                       | 1,128     |
| Torreense          | Torres Vedras          | Parque Deportivo Maximino Santos                  | 2,000     |
| Valadares Gaia     | Vila Nova de Gaia      | Complejo Deportivo Valadares                      | 750       |

## Clasificación
|                                                                                      | Equipo             | Puntos | J  | G  | E | P  | GF | GC | DG  |
| ------------------------------------------------------------------------------------ | ------------------ | ------ | -- | -- | - | -- | -- | -- | --- |
| 1                                                                                    | Benfica            | 60     | 21 | 20 | 0 | 1  | 97 | 6  | 91  |
| 2                                                                                    | Sporting de Lisboa | 51     | 21 | 16 | 3 | 2  | 63 | 14 | 49  |
| 3                                                                                    | Sporting de Braga  | 48     | 21 | 15 | 3 | 3  | 55 | 26 | 29  |
| 4                                                                                    | Famalicão          | 39     | 21 | 12 | 3 | 6  | 47 | 23 | 24  |
| 5                                                                                    | Damaiense          | 35     | 21 | 10 | 5 | 6  | 35 | 34 | 1   |
| 6                                                                                    | Länk Vilaverdense  | 25     | 21 | 9  | 1 | 11 | 34 | 43 | -9  |
| 7                                                                                    | Torreense          | 21     | 21 | 6  | 3 | 12 | 24 | 46 | -22 |
| 8                                                                                    | Club de Albegaria  | 21     | 21 | 5  | 6 | 10 | 21 | 49 | -28 |
| 9                                                                                    | Valadares Gaia     | 19     | 21 | 5  | 4 | 12 | 17 | 38 | -21 |
| 10                                                                                   | Marítimo           | 17     | 21 | 5  | 2 | 14 | 29 | 56 | -27 |
| 11                                                                                   | Atlético Ouriense  | 14     | 21 | 3  | 5 | 13 | 14 | 43 | -29 |
| 12                                                                                   | Amora FC           | 7      | 21 | 2  | 1 | 18 | 11 | 69 | -58 |
| Fuente: Campeonato Nacional de Fútbol Femenino de Portugal; actualización automática |                    |        |    |    |   |    |    |    |     |

El primer clasificado se clasifica a la primera ronda de la Liga de Campeones. El 10.º y 11.º clasificado juegan un playoff para el descenso a la segunda división, mientras que el 12.º desciende directamente.